# Żarskie Siodło
Żarskie Siodło – szeroka i płytka przełęcz pomiędzy Gubalcem (1550 m n.p.m.) i Żarem (1560 m n.p.m.) w grzbiecie oddzielającym Dolinę Tomanową od Wąwozu Kraków w Tatrach Zachodnich. Znajduje się na wysokości ok. 1540 m n.p.m., w odległości około 90 m od wierzchołka Gubalca i 120 m od wierzchołka Żaru. Obydwa szczyty i przełęcz są zalesione, ale na grzbiecie znajdują się wiatrołomy. Południowe stoki spod przełęczy opadają do Doliny Tomanowej, na północną stronę opada z przełęczy płytki żleb. Dawniej przełęcz i stoki Gubalca i Żaru były wypasane (rejony pasterskie Hali Smreczyny). Przełęcz nie jest dostępna dla ruchu turystycznego.